# Dent de Morcles
Die Dent de Morcles ist ein Doppelgipfel nördlich von Martigny und der westlichste Berg der Waadtländer Alpen in der Schweiz. Die Grande Dent de Morcles erreicht eine Höhe von 2969 m ü. M., die westlich vorgelagerte Petite Dent de Morcles eine solche von 2929 m ü. M., gemeinsam werden sie auch als Dents de Morcles bezeichnet. Über beide Gipfel verläuft die Grenze zwischen den Kantonen Waadt und Wallis.
Zusammen mit den westlich der Rhone gelegenen Dents du Midi bilden die Dents de Morcles das Tor zum Wallis. An der oberen Westflanke des Berges ist die Struktur und Verfaltung der Morcles-Decke (Teil des Helvetikums) gut aufgeschlossen.

## Geografie
Die Dents de Morcles fallen im Westen sehr steil gegen das Rhônetal ab. Die Rhone hat an dieser Stelle eine Höhe von 440 m, was einem Höhenunterschied von mehr als 2'500 m vom Fluss bis zum Berggipfel innerhalb einer Distanz von etwas mehr als 3 km entspricht. Ein Abschnitt dieses Berghangs wird vom Wildbach Avançon entwässert.
Südlich des Gebirgskammes sind die Dents de Morcles im Sommer eisfrei, nach Nordosten erstreckt sich hingegen der etwa 1,5 km lange Glacier des Martinets, der den Bach Avançon de Nant speist. Der Gletscher liegt am Nordhang des Grates, der die Dents de Morcles mit der Dent Favre (2917 m ü. M.) und dem Doppelgipfel Petit und Grand Muveran (3051 m ü. M.) verbindet.
Auf der Südseite befindet sich zwischen den Dents de Morcles und dem Grand Chavalard auf 2135 m ü. M. der Lac de Fully, ein natürlicher Bergsee, der durch eine kleine Staumauer leicht angestaut wurde. Sein Wasser wird in einer Druckleitung in das Elektrizitätswerk nach Fully hinuntergeleitet.

## Die Morclesfalte

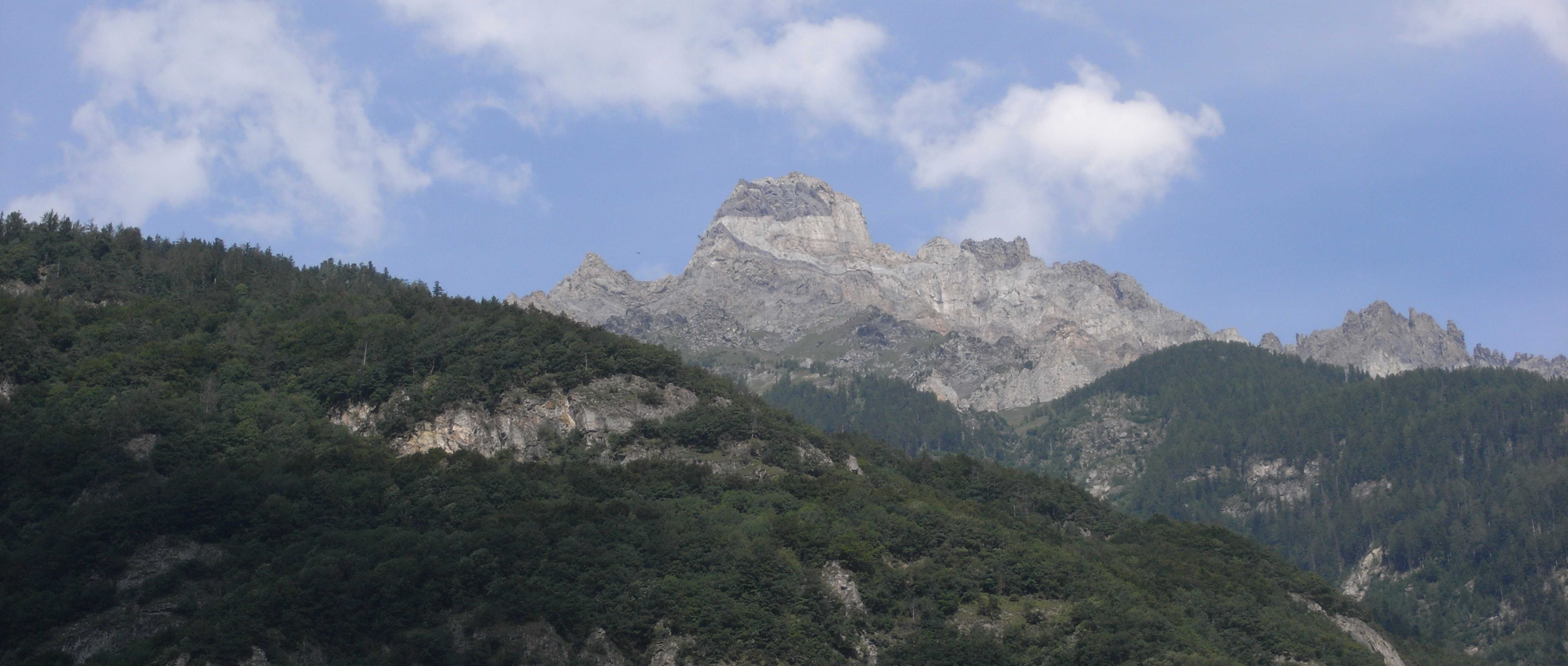
Die Morclesfalte im Kanton Wallis

Der Gipfel der Grande Dent de Morcles besteht aus einer deutlich sichtbaren Gesteinsfaltung. Hierbei sind Gesteinsschichten der Kreide auf etwa 180° gekippt und liegen in ihrer chronostratigraphischen Abfolge verkehrt auf. Die Falte an der Westflanke des Berggipfels ist vom Rhonetal bei Evionnaz gut zu erkennen.

Die Morcles-Falte verdeutlicht die komplizierte Situation der Schichtenlage im Walliser Alpenraum. Lange Zeit konnten sich die Wissenschaftler die irritierenden Schichtenlagen der gesamten Region nicht schlüssig erklären, weil Schichten an einer Stelle auftraten, wo sie nach theoretischen Annahmen nicht liegen dürften. Schließlich erkannte man die über lange Zeiträume eingetretene Überschiebung und die extremen Faltungen. Im Fall von „falschen“ Positionen einzelner Gesteinsschichten (jüngere liegen unter älteren Schichten) spricht man in dieser Situation von Verkehrtschenkeln.